# World Extreme Cagefighting

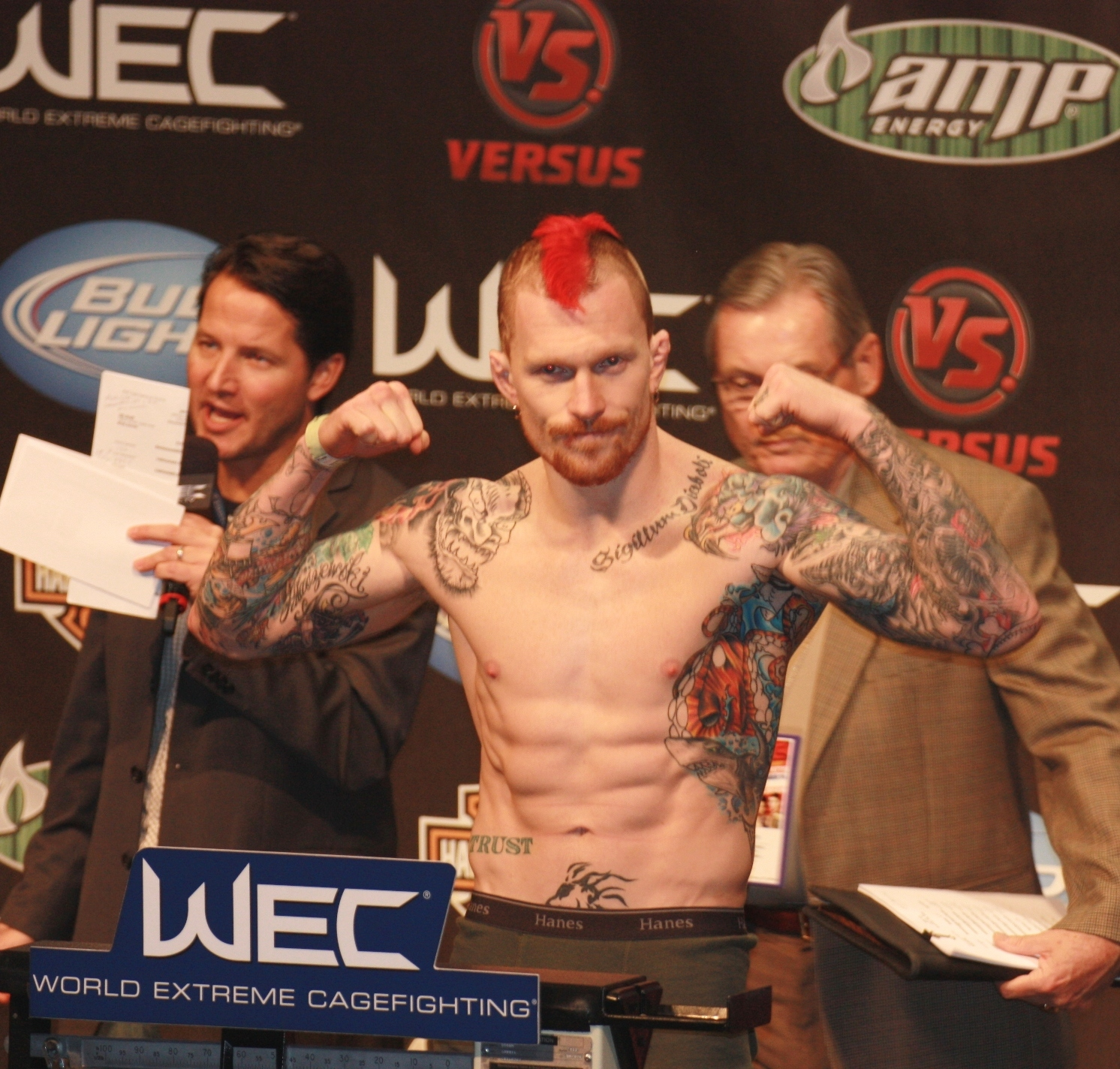
Weigh-In für WEC 53

World Extreme Cagefighting (Abkürzung: WEC) war ein US-amerikanisches Unternehmen, das Mixed-Martial-Arts-Kämpfe veranstaltete. Die Organisation bestand von 2001 bis 2010 und wurde danach in die Ultimate Fighting Championship eingegliedert. Bis zu diesem Zeitpunkt hielt die WEC 53 Events ab.
WEC wurde im Juni 2001 von Reed Harris und Scott Adams gegründet. Die Events fanden hauptsächlich im kalifornischen Lemoore statt und wurden auf dem amerikanischen Fernsehkanal HDNet ausgestrahlt. Ende 2006 wurde WEC von Zuffa LLC aufgekauft, dem Besitzer der UFC. Ab da sollte sich die WEC auf die unteren Gewichtsklassen konzentrieren, so auch auf Feder- und Bantamgewicht, zwei in der UFC nicht existierende Kampfgewichte. Ausgestrahlt wurden WEC-Events unter anderem auf dem amerikanischen Sportkanal Versus, in Kanada auf The Sports Network und The Score und in Australien von Setanta Sports. Auf Januar 2011 wurde die WEC in die UFC eingegliedert und die Titelträger im Feder- und Bantamgewicht übernommen.
Zu den WEC-Champions gehört der ehemalige UFC-Champion im Bantamgewicht Dominick Cruz. Zu den weiteren Titelträgern gehörten Ron Waterman, Frank Shamrock, Chris Leben, Anthony Pettis, Carlos Condit, Karo Parisyan, Urijah Faber und Brian Stann.